# Scooby-Doo! Music of the Vampire
Scooby-Doo! Music of the Vampire (Scooby-Doo! Música de vampiros en Hispanoamérica y Scooby Doo! La canción del vampiro en España) es la decimoséptima película directa a DVD basada en las series de Scooby-Doo. Es considerada un musical. Su lanzamiento fue el 22 de diciembre de 2011 a través de Amazon Instant Video y iTunes. El 13 de marzo de 2012 fue estrenada en DVD.

## Sinopsis
Scooby-Doo, Shaggy y toda la pandilla se están preparando para unas relajantes vacaciones. ¡Siempre y cuando no haya monstruos ni fantasmas! Sin embargo, Velma dirige la Caravana del Misterio a una Fiesta de Vampiros. No es muy normal hasta que el grupo se topa con un teatro lleno de vampiros cantando, presidido por el ídolo Bran con su ancestral cántico de resurrección, devolviendo a la vida al poderoso vampiro Lord Valdrona. Ahora, el festival está por todo lo alto, las estacas desaparecen y la pandilla está en peligro. Shaggy está seguro de que le han mordido, ¡sálvese quien pueda!, y ¡Lord Valdrona quiere a Daphne como su mujer! La pandilla al completo está preparada para cantar y bailar, y así salir de esta de una vez por todas.

## Reparto
- Frank Welker como Scooby-Doo y Fred Jones.
- Matthew Lillard como Shaggy Rogers.
- Gavin DeGraw como Shaggy Rogers (cantando).
- Grey DeLisle como Daphne Blake.
- Mindy Cohn como Velma Dinkley.
- Apuestas Malone como Velma Dinkley (cantando).
- Jeff Bennett como Vincent Van Helsing y Valdrony.
- Mindy Sterling como Lita Rutland.
- Christian Campbell como Bram.
- Jim Cummings como Jesper Poubelle y Tulie.
- Robert Townsend como Actor Vampiro # 1.
- Rob Paulsen como Actor Vampiro # 2, el Sheriff, y vampiro adolescente.
- Julianne Buescher como Actor Vampiro # 3 y Kelly Smith.
- Obba Babatunde como Actor Vampiro # 4.
- Jim Wise como Henry.

- Datos: Q4911731